# مکسین الیوت
مکسین الیوت (انگلیسی: Maxine Elliott؛ ۵ فوریهٔ ۱۸۶۸ – ۵ مارس ۱۹۴۰) یک هنرپیشه و بازرگان اهل ایالات متحده آمریکا بود.